# Унушка
Унушка  (ітельм. Енуж ) - річка на півострові Камчатка в Росії.
Довжина річки становить 84 км. Площа водозбірного басейну – 316 км². Протікає територією Соболівського району Камчатського краю  та впадає в Охотське море.
Водозбірний басейн Унушки межує з басейнами річки Удова (на півночі) та басейном річки Тежмач (на півдні).
За даними державного водного реєстру Росії відноситься до Анадиро-Колимського басейнового округу.

## Інші джерела
- № 0259395 / Реестр наименований географических объектов на территорию Камчатского края по состоянию на 30.11.2016 (PDF+ZIP) // Государственный каталог географических названий. rosreestr.ru.